# Kampis Antal
Kampis Antal (Arad, 1903. július 20. – Kerepestarcsa, 1982. augusztus 23.) művészettörténész.

## Életútja
Az első világháború után Aradról telepedett át Budapestre. Ösztöndíjjal járt Németországban, Belgiumban, Hollandiában, Olaszországban, Franciaországban. Legjelentősebb művét a középkori magyar gótikus faszobrászatról írta 1932-ben, de számos tanulmányt írt a modern művészeti irányzatokról is. Az 1960-as évek közepén munkatársa volt a Magyar Tudományos Akadémia által kiadott 4 kötetes Művészeti lexikonnak.
Gödöllőn telepedett le 1965-ben, majd 1978-ban életjáradéki szerződést kötött a várossal, melynek értelmében házát a város rendelkezésére bocsátotta kulturális célokra, gyűjteményét (festmények, grafikák, bútorok, textilek) pedig az 1976-ban létrehozott Helytörténeti Gyűjteménynek adta.

## Társasági tagság
Európai Iskola

## Művei
- A középkori magyar faszobrászat történetének vázlata 1450-ig; Bíró Ny., Bp., 1932 (A budapesti Királyi Magyar Pázmány Péter Tudományegyetem Művészettörténeti Intézetének dolgozatai)
- Erzsébet királyné hagyatékában maradt műbecsű emlékkönyvek és egyéb műkincsek; összeáll. Kampis Antal; Lantos, Bp., 1935
- Erdély iparművészetéről; Hungária Ny., Bp., 1936 (A Jancsó Benedek Társaság kiadványai)
- Középkori faszobrászat Magyarországon; Officina, Bp., 1940 (franciául, németül is)
- Feldebrő; fotó Petrás István; Képzőművészeti Alap, Bp., 1955 (Műemlékeink)
- Tihany műemlékei; Képzőművészeti Alap, Bp., 1957 (Műemlékeink)
- Az impresszionizmus; Gondolat–Képzőművészeti Alap, Bp., 1959 (Művészettörténet)
- Matisse; Képzőművészeti Alap, Bp., 1959 (A művészet kiskönyvtára)
- Greco. 1547-1614; Képzőművészeti Alap, Bp., 1960 (A művészet kiskönyvtára)
- Tornyai János művészete; szerk. Kampis Antal; Múzeumok Központi Propaganda Irodája, Bp., 1962 (Művészettörténeti Dokumentációs Központ közleményei)
- A klasszicizmus Nyugat-Európában; Gondolat–Képzőművészeti Alap, Bp., 1962 (Művészettörténet)
- "Bauhaus" szám; szerk. Kampis Antal; Múzeumok Központi Propaganda Irodája, Bp., 1963 (Művészettörténeti Dokumentációs Központ közleményei)
- Eugéne Delacroix naplója. Szemelvények; vál., bev., jegyz. Kampis Antal, ford. Faludi János, sajtó alá rend. Vásárhelyi Miklós; Képzőművészeti Alap, Bp., 1963 (A művészettörténet forrásai)
- A művészettörténet tudomány módszertani kérdései; szerk. Kampis Antal; Múzeumok Központi Propaganda Irodája, Bp., 1963 (Művészettörténeti Dokumentációs Központ közleményei)
- A XX. század művészete; szerk. Kampis Antal; MIK, Bp., 1964 (Művészettörténeti Dokumentációs Központ közleményei)
- Grünewald Mathis Neithart, Gothart 14..-1528; Képzőművészeti Alap, Bp., 1964 (A művészet kiskönyvtára)
- A magyar művészet története – angol, francia, német nyelven (1966)
- Braque; Corvina, Bp., 1966 (A művészet kiskönyvtára)
- A magyar művészet a XIX. és XX. században; s.n., Bp., 1968 (Minerva zsebkönyvek)
- A tihanyi apátság; Corvina, Bp., 1969 (angolul, franciául, németül is)
- Van Eyck; Corvina, Bp., 1971 (A művészet kiskönyvtára)
- Kampis Antal–Németh Lajos: Képek és nézők; Gondolat, Bp., 1973
- Szinyei Merse Pál; Corvina, Bp., 1975 (A művészet kiskönyvtára)
- Ilosvai Varga István; bev., összeáll. Kampis Antal; Corvina, Bp., 1978 (A művészet kiskönyvtára)

## Díjak
- Baumgarten-jutalom (1938)